# Cục Kế hoạch và Đầu tư, Bộ Quốc phòng (Việt Nam)
Cục Kế hoạch và Đầu tư trực thuộc Bộ Quốc phòng Việt Nam là cơ quan tham mưu và đảm bảo đầu ngành toàn quân về trang bị vật tư cấp chiến lược, nâng cao tiềm lực quốc phòng, đáp ứng nhiệm vụ chiến đấu, sẵn sàng chiến đấu và huấn luyện của quân đội, góp phần hoàn thành tốt nhiệm vụ xây dựng và bảo vệ tổ quốc.

## Lịch sử
• Ngày 20/3/1975, Đại tướng Võ Nguyên Giáp, Bộ trưởng Bộ Quốc phòng đã ký Quyết định số 44/QĐ-TM thành lập Cục Vật tư thuộc Bộ Tổng Tham mưu với chức năng là cơ quan tham mưu đầu ngành toàn quân về đảm bảo trang bị vật tư cho Bộ Quốc phòng. Ra đời ngay trong thời khắc mở màn Chiến dịch Hồ Chí Minh lịch sử, với tinh thần cách mạng tiến công, thần tốc, quyết thắng; Cục đã hoàn thành một khối lượng lớn công việc, bảo đảm đầy đủ, kịp thời vật tư, vũ khí, trang bị phục vụ chiến đấu; bảo đảm cho Quân ủy Trung ương luôn có được sự chủ động, chắc chắn về vật chất, vũ khí, trang thiết bị, giúp cho việc hoạch định kế hoạch chiến lược và các quyết sách trong lãnh đạo, chỉ đạo, góp phần bảo đảm cho thắng lợi của cuộc kháng chiến chống Mỹ, cứu nước.
• Sau ngày giải phóng miền Nam, thống nhất đất nước, Cục Vật tư đã giúp Bộ khai thác, đặt hàng, tiếp nhận, quản lý và phân phối nguồn viện trợ quân sự từ các nước bạn; bao gồm hàng triệu tấn hàng hóa, vật tư, trang bị, vũ khí, khí tài quân sự với hàng chục nghìn chủng loại, trang bị cho hầu hết các quân, binh chủng, ngành; góp phần quan trọng hình thành hệ thống vũ khí trang bị, kỹ thuật cho quân đội. Bên cạnh đó, Cục Vật tư đã tổ chức khai thác, cung ứng nguồn vật tư trong nước cho các đơn vị trong toàn quân, phục vụ cho nhiệm vụ SSCĐ và xây dựng quân đội chính quy. 
• Giai đoạn 1991 - 1998, Cục Vật tư đã giúp Bộ thực hiện quản lý Nhà nước về lĩnh vực xuất nhập khẩu vật tư, trang thiết bị chuyên dùng phục vụ nhiệm vụ quân sự, quốc phòng; tham mưu đề xuất với Chính phủ bổ sung nhiệm vụ và tổ chức thực hiện có hiệu quả công tác dự trữ quốc gia trong quốc phòng…
• Ngày 26/7/1994, do tính chất và yêu cầu của nhiệm vụ, để bảo đảm sự lãnh đạo, quản lý của Bộ Quốc phòng đối với hoạt động xuất nhập khẩu quân sự, Bộ trưởng Bộ Quốc phòng đã ký quyết định số 459/QĐ-QP chuyển Tổng công ty Xuất nhập khẩu Tổng hợp Vạn Xuân (VAXUCO) từ Cục Vật tư về trực thuộc Bộ Quốc phòng;
• Trước yêu cầu phát triển quân đội trong tình hình mới, ngày 24/12/1998, Thủ tướng Chính phủ đã ký Quyết định số 249/1998/QĐ-TTg thành lập Cục Kế hoạch và Đầu tư thuộc Bộ Quốc phòng trên cơ sở sắp xếp lại Cục Vật tư; đánh dấu mốc quan trọng trong việc chuyển đổi và tăng cường chức năng, nhiệm vụ từ một cơ quan đảm bảo, cung ứng là chính sang cơ quan tham mưu chiến lược về cân đối, huy động nguồn lực cho xây dựng tiềm lực quốc phòng. 
• Để tinh giản biên chế, tập trung vào nâng cao hiệu quả của bộ máy cơ quan chiến lược, Bộ Quốc phòng đã:
- Điều nguyên trạng bốn đoàn tiếp nhận cung ứng vật tư thuộc Cục Kế hoạch và Đầu tư về các đơn vị, cụ thể: Đoàn 15 vể Tổng cục Kỹ thuật và ba Đoàn (25, 35, 45) về Tổng công ty VAXUCO (theo các Quyết định của Bộ trưởng Bộ Quốc phòng số 16 và 17/2006/QĐ-BQP, ngày 18/01/2006).
- Đồng thời Bộ Quốc phòng đã ra quyết định (số 216/QĐ-TM) chấn chỉnh tổ chức, biên chế: giải thể 1 phòng, 1 ban, đồng thời bổ sung biên chế thêm 2 phòng nghiệp vụ và điều chỉnh tên gọi để phù hợp với chức năng nhiệm vụ của ngành Kế hoạch và Đầu tư BQP. 
Từ đó, đã giúp cho Cục chủ động nghiên cứu, tham mưu đề xuất giúp Quân ủy Trung ương, Bộ Quốc phòng định hướng, xây dựng và hoàn thiện cơ chế điều hành, quản lý và thực hiện hiệu quả công tác kế hoạch đầu tư trong Bộ, triển khai xây dựng kế hoạch bảo đảm nhiệm vụ quân sự, quốc phòng và kế hoạch đầu tư phát triển trong từng thời kỳ có tính thực tiễn, khả thi cao; đáp ứng kịp thời các nhiệm vụ trọng tâm, trọng điểm, góp phần thúc đẩy mạnh mẽ tiến trình thực hiện các mục tiêu trong xây dựng tiềm lực của quân đội.
Những năm đầu, nguồn lực đầu tư của Nhà nước cho quân đội chủ yếu từ nguồn vốn chi đầu tư phát triển, chiếm tỷ trọng thấp; đến nay đã mở rộng được cả về nội dung và quy mô với tỷ trọng ngày càng cao, huy động và đầu tư có hiệu quả nguồn lực từ ngân sách Nhà nước... Triển khai nhiều đề án, chương trình trọng điểm như: đẩy nhanh tiến độ trang bị vũ khí kỹ thuật hiện đại; đầu tư phát triển công nghiệp quốc phòng, xây dựng lực lượng Cảnh sát biển Việt Nam; Công trình quốc phòng trên biển đảo, hệ thống đường tuần tra biên giới, đồn, trạm biên phòng, khu kinh tế - quốc phòng…

## Lãnh đạo hiện nay
- Cục trưởng: Thiếu tướng Nguyễn Hồng Lâm
- Phó Cục trưởng: Đại tá Trần Anh Dũng
- Phó Cục trưởng: Đại tá Nguyễn Trung Thành
- Phó Cục trưởng: Đại tá Nguyễn Trường Sơn

## Tổ chức
- Phòng Kế hoạch Tổng hợp
- Phòng Đầu tư Xây dựng cơ bản
- Phòng Đầu tư tiềm lực Khoa học quân sự
- Phòng Thẩm định dự án
- Phòng Quản lý dự trữ và thống kê
- Phòng Thương mại Quân sự
- Phòng Quản lý Đấu thầu
- Phòng Giám sát đánh giá đầu tư
- Ban Chính trị
- Ban Tài chính
- Ban Hành chính

## Thành tích
- Huân chương Quân công hạng Nhì (3/2020)
- Huân chương Bảo vệ Tổ quốc Hạng Ba
- Huân chương Quân công hạng Ba (3/2015)[1]

## Cục trưởng các thời kỳ
Cục Vật tư (Từ 20-3-1975):
- 1975-1984: Tống Thái, Đại tá
- 1984-1994: Nguyễn Đình Lộc, Thiếu tướng (1989)
- 1994-1999: Dương Ngọc Văn, Đại tá

Cục Kế hoạch và Đầu tư (Từ 1999):
- 1999-2005: Nguyễn Thọ Long, Thiếu tướng (2002)
- 2005-2008: Bùi Quang Vinh, Thiếu tướng (2006)
- 2008-2014: Phạm Quang Vinh, Thiếu tướng (2009), Trung tướng (2013)
- 2014-2020: Nguyễn Mạnh Hùng, Thiếu tướng (2012)[2]
- (2020-nay):Nguyễn Hồng Lâm, Thiếu tướng (2020).

## Phó Cục trưởng các thời kỳ
Từ 20-3-1975 (Cục Vật tư):
- Nguyễn Văn Khoả
- Nguyễn Đình Lộc
- Trần Thường
- Vũ Văn Vận
- Cấn Văn Nụ
- Dương Ngọc Văn
- Phạm Thanh Sơn
- Lương Ngọc Thanh

Từ 1999 (Cục Kế hoạch và Đầu tư):
- Nguyễn Văn Hương
- Bùi Quang Vinh
- Nguyễn Mạnh Hùng
- Đào Kim Long
- Nguyễn Hữu Bắc
- Trần Ngọc Thắng
- Trịnh Trần Minh
- Trần Đình Trụ
- Nguyễn Hồng Lâm
- Trần Anh Dũng
- Nguyễn Trung Thành
- Nguyễn Trường Sơn